# Phân họ Tắc kè
Gekkoninae là họ phụ (phân họ) của họ Tắc kè (Gekkonidae).

## Hình ảnh

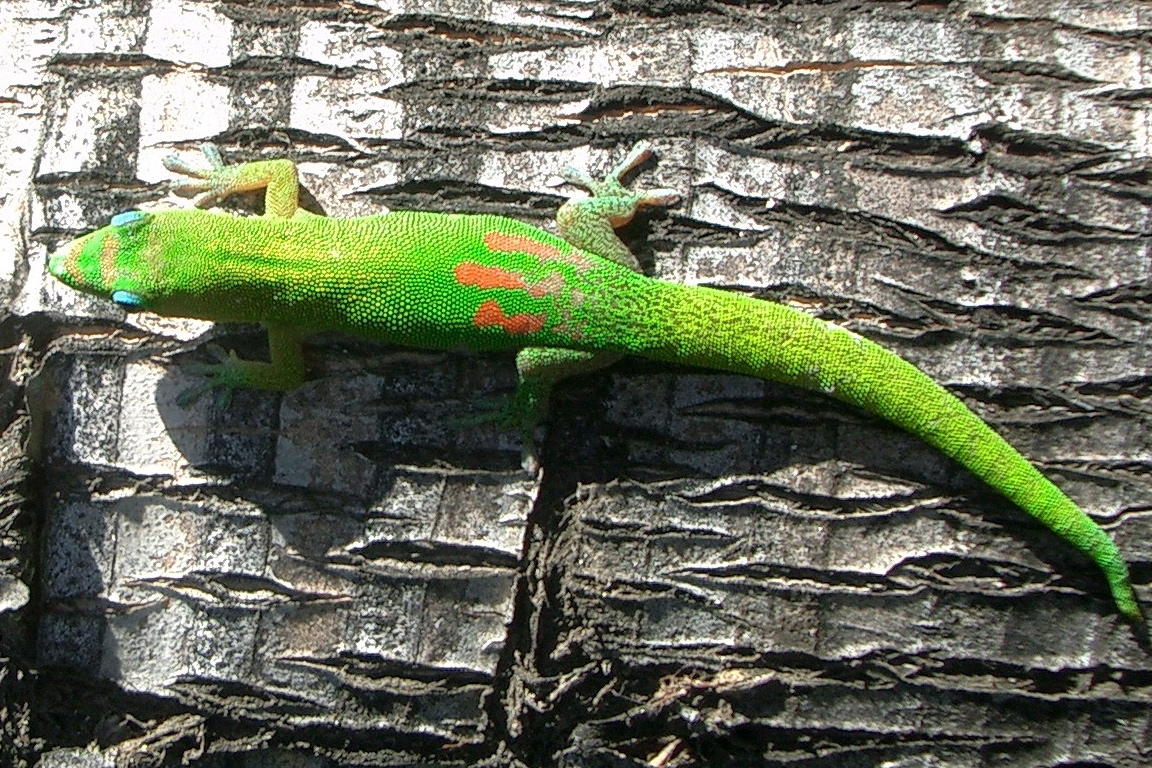
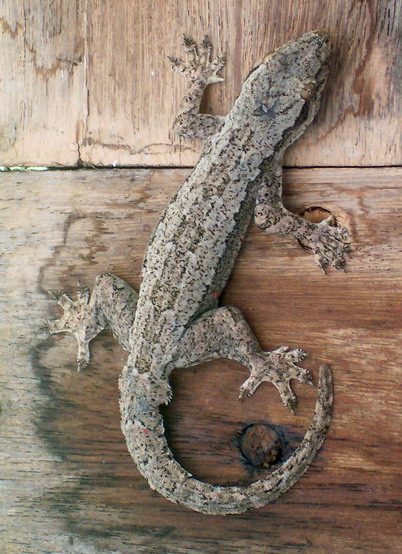
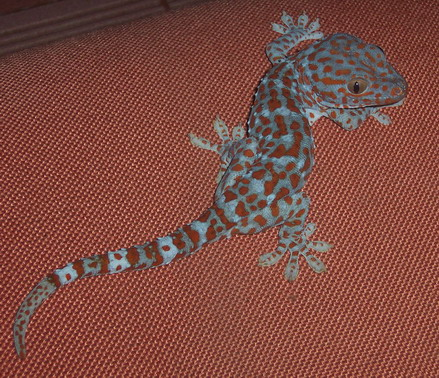
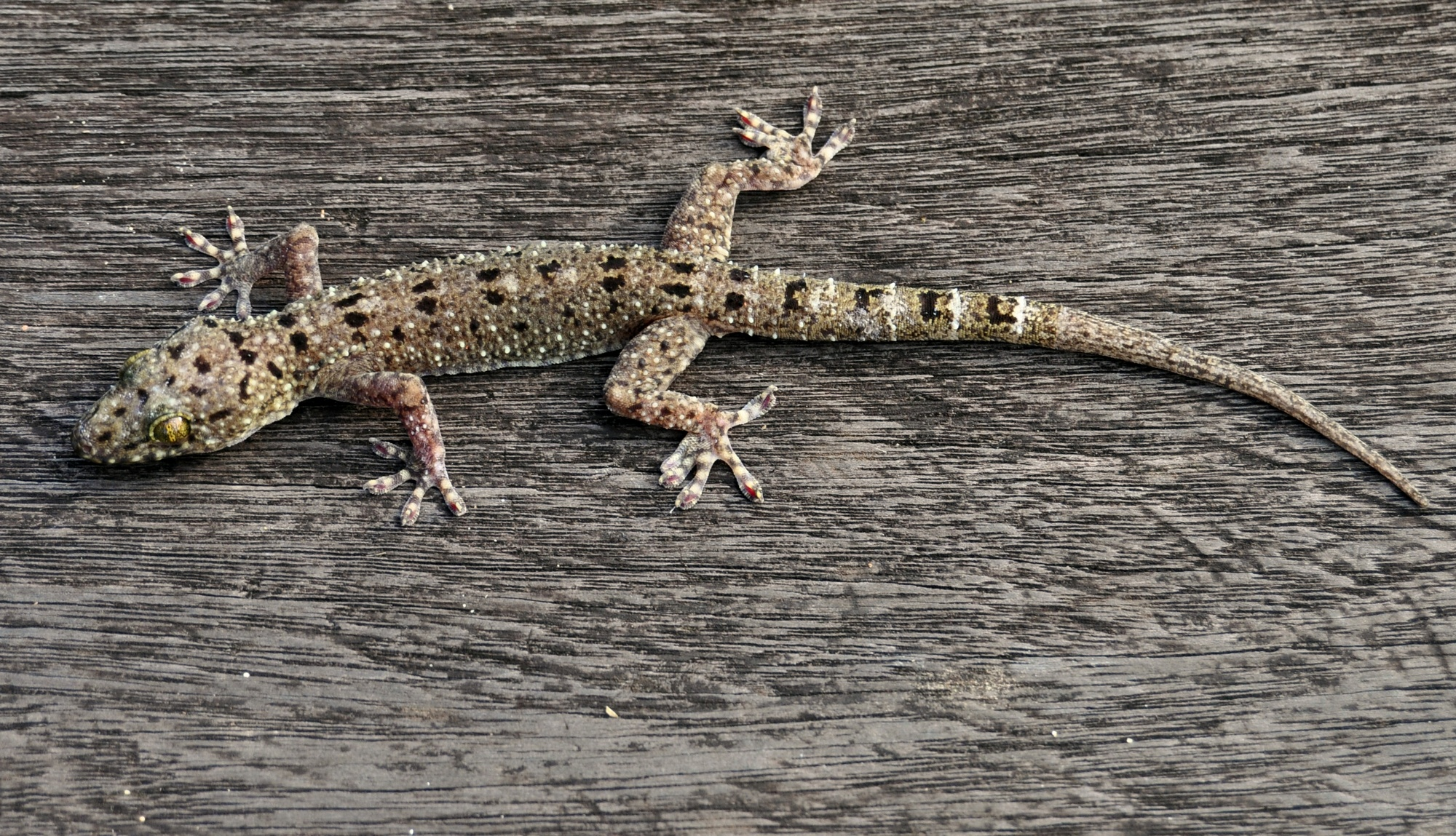
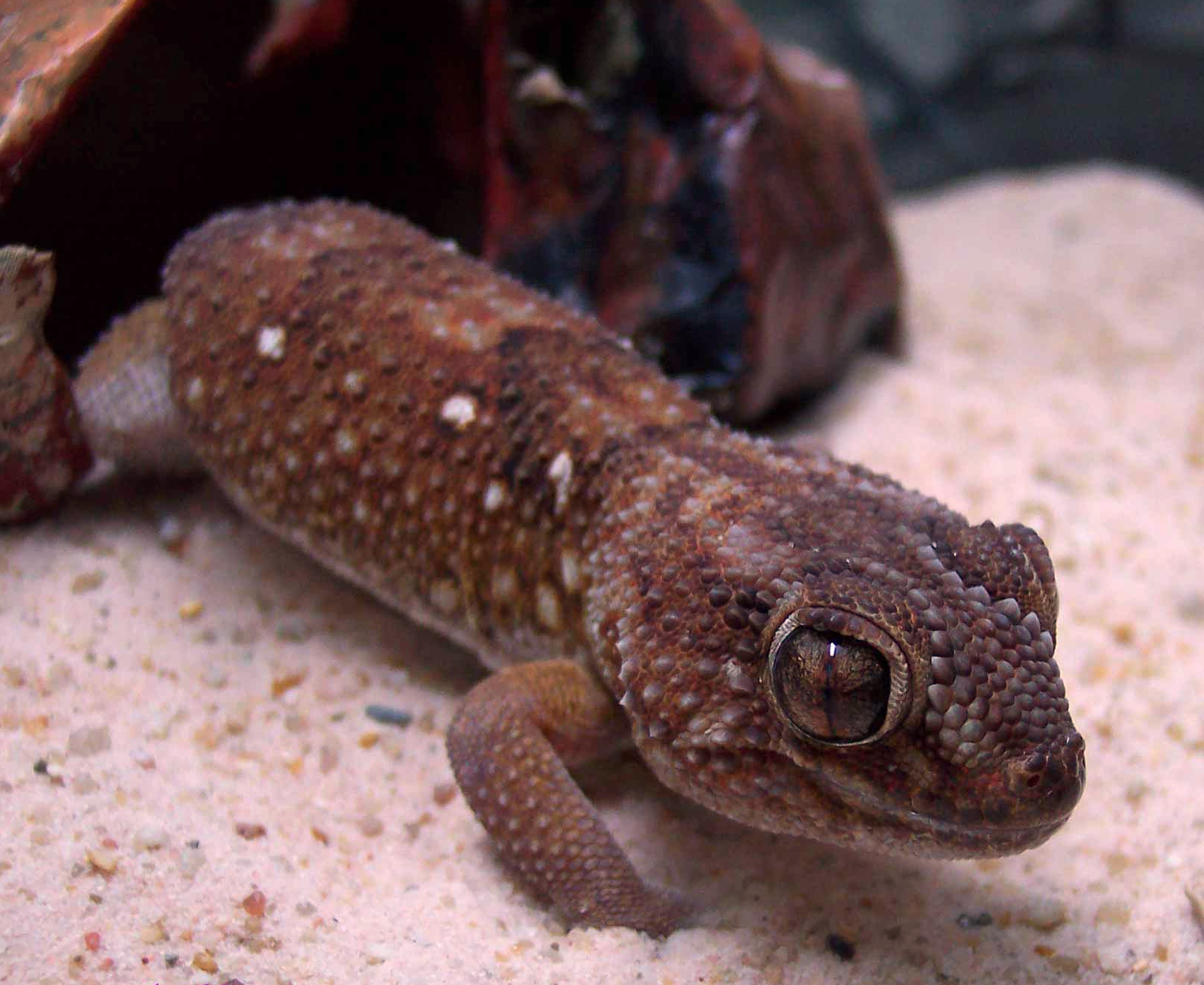
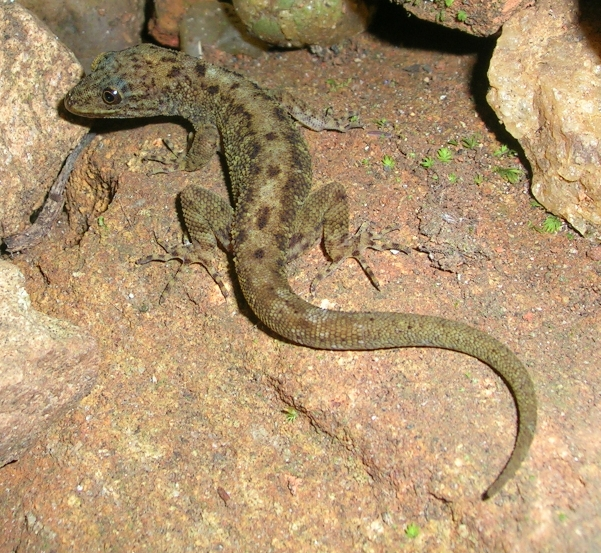

## Danh sách các chi
Họ phụ này gồm các chi sau:
| Afroedura Afrogecko Agamura Ailuronyx Alsophylax Aristelliger Asaccus Blaesodactylus Bogertia Briba Bunopus Calodactylodes Carinatogecko Chondrodactylus Christinus Cnemaspis Coleodactylus Colopus Cosymbotus | Crossobamon Cryptactites Cyrtodactylus Cyrtopodion Dixonius Dravidogecko Ebenavia Euleptes Geckolepis Geckonia Gehyra Gekko Goggia Gonatodes Gonydactylus Gymnodactylus Haemodracon Hemidactylus Hemiphyllodactylus | Heteronotia Homonota Homopholis Lepidoblepharis Lepidodactylus Luperosaurus Lygodactylus Matoatoa Microscalabotes Nactus Narudasia Pachydactylus Palmatogecko Paragehyra Paroedura Perochirus Phelsuma Phyllodactylus Phyllopezus | Pristurus Pseudogekko Pseudogonatodes Ptenopus Ptychozoon Ptyodactylus Quedenfeldtia Rhoptropus Saurodactylus Sphaerodactylus Stenodactylus Tarentola Teratolepis Thecadactylus Tropiocolotes Urocotyledon Uroplatus |